# Saint-Germain-Beaupré
För andra betydelser, se Saint-Germain.
Saint-Germain-Beaupré är en kommun i departementet Creuse i regionen Nouvelle-Aquitaine i de centrala delarna av Frankrike. Kommunen ligger i kantonen La Souterraine som tillhör arrondissementet Guéret. År 2022 hade Saint-Germain-Beaupré 355 invånare.

## Befolkningsutveckling
Antalet invånare i kommunen Saint-Germain-Beaupré
Referens:INSEE